# 佛罗里达半岛
佛罗里达半岛（英語：Florida peninsula）位于美国东南部的半岛，面积151600平方公里。这里盛产柑橘及蔬菜，并为佛罗里达州的主要组成部分。佛罗里达半岛风光迷人，有棕榈滩、大沼泽等知名景点。